# Río Vizcarra
Der Río Vizcarra, auch Urqumayu oder Orgomayo, ist ein 46 km (einschl. Quellflüssen: 74 km) langer linker Nebenfluss des Río Marañón, linker Quellfluss des Amazonas, in Peru. Der Río Vizcarra durchfließt im Osten der Verwaltungsregion Ancash die Provinz Bolognesi sowie die Provinz Dos de Mayo in der Verwaltungsregion Huánuco.

## Flusslauf
Der Río Vizcarra entsteht am nördlichen Stadtrand von Huallanca am Zusammenfluss von Río Ishpaj (rechts) und Río Torres (links). Die Quellflüsse entspringen am Osthang der Cordillera Huallanca, einem Gebirgszug der peruanischen Westkordillere. Der Río Vizcarra fließt anfangs 19 km in Richtung Ostnordost, anschließend strömt er in überwiegend nordnordöstliche Richtung. Bei Flusskilometer 35 durchschneidet der Fluss einen in NNW-SSO-Richtung verlaufenden Bergkamm. Anschließend durchquert der Río Vizcarra die Provinz Dos de Mayo. Die Nationalstraße 3N folgt dem Flusslauf. Bei Flusskilometer 25 liegen die beiden Orte Ripán links und La Unión rechts am Flussufer. Der Río Vizcarra mündet schließlich auf einer Höhe von etwa 2960 m in den Río Marañón.

## Einzugsgebiet
Der Río Vizcarra entwässert ein etwa 1580 km² großes Gebiet am Osthang der peruanischen Westkordillere. Weiter südlich verläuft der Río Nupe, linker Quellfluss des Río Marañón, weiter nördlich der Río Puchca.

## Wasserkraftnutzung
Am südlichen Quellfluss Río Ishpaj liegt die Talsperre Presa Chiuruco, von welcher das Wasserkraftwerk Huallanca mit Wasser versorgt wird. Dieses liegt am südwestlichen Stadtrand von Huallanca, einen Kilometer oberhalb der Vereinigung von Río Ishpaj und Río Torres zum Río Vizcarra.
Es gibt Planungen für zwei Wasserkraftwerke, Vizcarra-1 und Vizcarra-2, im Distrikt Yanas am Unterlauf des Río Vizcarra. Diese wären für einen Abfluss von 35 m³/s ausgelegt und hätten eine Gesamtkapazität von 140 MW. Dabei würde auf den untersten sieben Flusskilometern das genutzte Wasser über unterirdische Rohrleitungen abgeleitet.